# Opuntia phaeacantha
Opuntia phaeacantha és una espècie fanerògama i dicotiledònia de la família de les Cactàcies, nativa de Califòrnia. Els cactus són endemismes de l'hemisferi Oest, si es segueix el meridià de Greenwich, i es troben en la seva major concentració al llarg dels tròpics de Càncer i Capricorn. Existeixen una sèrie de varietats de Opuntia phaeacantha, que poden créixer d'1 a 1.5 metres. Forma coixinets que van de tres a deu polzades de diàmetre, pot presentar areòles (lloc on s'agrupen les espines) amb una a tres espines marrons i estan àmpliament espaiats, i, amb major freqüència, els pètals de les flors són de color groc una mica tenyits de vermell a taronja a la base. No és inusual, però, trobar roses i flors de color salmó. És comú trobar coixinets Opuntia phaeacantha amb trossos mossegats fent mig arc - el treball dels cérvols. Els mossos més petits es prenen pels esquirols i ratolins; el fruit que falta sovint ha estat menjat per bestioles o ha desaparegut en la recollida de bosses d'éssers humans que gaudeixen per melmelades, pastissos i magdalenes.

## Descripció
Aquest cactus espinós en forma de pera pot fer matolls densos de fins a 8 peus. Comú a abundant en pastures i camps abandonats vells en sòl pedregós.

### Port
El port té formes baixes planes i enganxades, segments troncals de 3 o més articulacions, algunes tenyides de porpra vermellós a l'hivern. Espines de 2 tipus: un tipus 1/2 a 2 polzades de llarg i una individual, o 2 o 4 junts, gris a marró o groguenc, de vegades apuntant cap avall, i els altres tipus en densos cúmuls ovals anomenats arèoles dels quals sorgeixen les llargues espines.

### Flors
Les flors són vistoses, de color groc, sovint amb un centre vermell, fins a 3 polzades d'ample, és a dir, d'uns 7,5 cms si apliquem el càlcul de conversió 1 polzada = 2.54 cm. L'obertura o floració és a l'abril i maig. La fruita és carnosa, fins a 2 + 1/4 polzades de llarg, de color porpra, aplanada a còncava en l'àpex. Pot formar una expansió d'arbustos amb fruits carnosos i de color marró amb espines negres. Aquesta espècie té una gamma molt àmplia, i fins a deu o més varietats s'han descrit, de manera que la identificació exacta és confusa. En general, les varietats es distingeixen per la mida dels coixinet; s'han adaptat tant als deserts de Texas i en els boscos frescos i humits de les muntanyes rocoses.

## Taxonomia
Opuntia phaeacantha va ser descrita per Engelmann, Georg (George)  i publicada a Memoirs of the American Academy of Arts and Science, new series 4(1): 51–52. 1849. (Mem. Amer. Acad. Arts, n.s.).

### Etimologia
- Opuntia: nom genèric que prové del grec usat per Plini el Vell per a una planta que va créixer al voltant de la ciutat d'Opunte a Grècia.[5]
- phaeacantha: epítet "Phaeacantha" en grec vol dir "agulló fosc", en referència a les espines de color marró amb punta.